# Hydromanicus seychellensis
Hydromanicus seychellensis är en nattsländeart som beskrevs av Georg Ulmer 1910. Hydromanicus seychellensis ingår i släktet Hydromanicus och familjen ryssjenattsländor. Inga underarter finns listade i Catalogue of Life.